# Диксън Денам
Диксън Денам (на английски: Dixon Denham) е английски армейски офицер, изследовател на Африка.

## Ранни години (1786 – 1811)
Роден е в Новогодишната вечер на 1 януари 1786 година на площад Салисбъри в Лондон, Англия, в семейството на Джеймс Денъм и съпругата му Елинор. От 1794 до 1800 учи в търговско училище и като младеж завежда канцеларията на богато имение. След това учи в колеж с юридическа ориентация, но правото не му е по вкуса и през 1811 постъпва в армията.

## Военна кариера (1811 – 1820)
Първоначално служи в 23-ти полк на кралските уелски мускетари, а след това в 54-ти пехотен полк. Участва във военните кампании в Португалия, Испания, Франция и Белгия. Получава медал за Битката при Ватерло, макар в самото сражение да не участва. Смятан е и за смел войник, който пренася ранения си командир от огневата линия в Битката при Тулуза. След края на военните действия Денъм остава на служба в Камбри, Франция.
През 1819 г., записва Кралската военна академия в Сандхърст като възнамерява да стане служител в старшия отдел на колежа.

## Експедиционна дейност (1821 – 1824)
През 1821 г., вече с чин майор, Денам се присъединява към експедицията на Уолтър Аудни и Хю Клапертън, изпратена от британското правителство в Западна Африка.
През 1822 – 1823 г., групата пресича Централна Сахара от север на юг, от Триполи до езерото Чад, след което експедицията се разделя. Групата на Денам изследва езерото и открива устието на река Шари и левия ѝ приток река Логоне (956 км). През 1824 г., заедно с Клапертън (Аудни умира в Нигерия), пресичат Сахара от юг на север и се завръщат в Триполи.
След завръщането си в Англия Денам става знаменитост. Дневниците на двамата изследователи са обработени от географа Джон Бароу и издадени в Лондон през 1826 г. под заглавието: „Narrative of travels and discoveries in Northern and Central Africa in the years 1822, 1823 and 1824“, London, 1826 (в превод „Разказ за пътешествията и откритията в Северна и Централна Африка през 1822, 1823 и 1824 г.“).

## Следващи години (1825 – 1828)
През декември 1826 г. е произведен в чин подполковник и изпратен на служба в Сиера Леоне. През 1828 е назначен за губернатор на колонията, но пет седмици след встъпването си в длъжност, на 8 май, умира от жълта треска във Фрийтаун на 42-годишна възраст.